# Friedrich Daniel von Recklinghausen
Friedrich Daniel von Recklinghausen (født 2. december 1833 i Gütersloh, død 26. august 1910) var en tysk patolog. Han er blandt andet kendt for at have karakteriseret tumorerne fra neurofibromatose type I (NF-1) som neurofibromer, og NF-1 kaldes derfor nogle gange for Recklinghausens syndrom eller neurofibromatosis Recklinghausen type 1.

## Karriere
Von Recklinghausen studerede medicin ved universiteterne i Bonn, Würzburg og Berlin og fik sin doktorgrad i Berlin i 1855. Derefter studerede han patologisk anatomi under Rudolf Virchow, faderen af den moderne patologi, og tog en doktorgrad i dette fag med Virchow som vejleder. Han tog efterfølgende på rejse til Wien, Rom og Paris i uddannelsesmæssigt øjemed. Han var derpå professor ved universitetet i Würzburg 1866-1872, inden han blev professor i Straßburg (1872-1906). Her var han med til at tiltrække flere betydningsfulde forskere til universitetet, blandt andet anatomen Wilhelm von Waldeyer-Hartz.
Udover arbejdet med karakteriseringen af NF-1, som han offentliggjorde resultatet af i 1882, var han den første, der brugte betegnelsen "hæmokromatose" om ophobning af jern i kroppen.